# Solec Stary (gromada)
Solec Stary – dawna gromada, czyli najmniejsza jednostka podziału terytorialnego Polskiej Rzeczypospolitej Ludowej w latach 1954–1972.
Gromady, z gromadzkimi radami narodowymi (GRN) jako organami władzy najniższego stopnia na wsi, funkcjonowały od reformy reorganizującej administrację wiejską przeprowadzonej jesienią 1954 do momentu ich zniesienia z dniem 1 stycznia 1973, tym samym wypierając organizację gminną w latach 1954–1972.
Gromadę Solec Stary z siedzibą GRN w Solcu Starym utworzono – jako jedną z 8759 gromad na obszarze Polski – w powiecie buskim w woj. kieleckim, na mocy uchwały nr 13a/54 WRN w Kielcach z dnia 29 września 1954. W skład jednostki weszły obszary dotychczasowych gromad Solec Stary i Wola Żyżna ze zniesionej gminy Szydłów, a także wieś i osada młyńska Pożdżeń z dotychczasowej gromady Grabki ze zniesionej gminy Grabki w tymże powiecie. Dla gromady ustalono 11 członków gromadzkiej rady narodowej.
1 stycznia 1956 gromada weszła w skład nowo utworzonego powiatu chmielnickiego w tymże województwie.
29 lutego 1956 z gromady Solec Stary wyłączono wieś Pożdżeń i osadę młyńską Pożdżeń włączając je do gromady Grabki w tymże powiecie.
Gromadę zniesiono 31 grudnia 1959, a jej obszar włączono do gromad Grabki (wieś Wolica) i Szydłów (wsie Wola Żyzna, Solec Stary i Solec Nowy, osadę młyńską Solec i osadę Machtyngierówka).